# Bulzi
Bulzi (en sardo: Bultzi) es un municipio de Italia de 634 habitantes en la provincia de Sassari, región de Cerdeña.
Pertenece a la región histórica de Anglona. La actividad económica principal es la agropecuaria, en particular la producción de cereal. Abundantes son los testimonios de la época nurágica; la nuraga y antiguo pueblo nurágico de «Rodas» es un ejemplo de ello. Entre los lugares a visitar destaca la iglesia de San Pietro in Simbranos.

## Evolución demográfica
| Gráfica de evolución demográfica de Bulzi entre 1861 y 2001 |
|                                                             |
| Fuente ISTAT - elaboración gráfica de Wikipedia             |